# Acianthera aveniformis
Acianthera aveniformis  es una especie de orquídea. Florece en invierno y se encuentra en Brasil a una altitud de alrededor de 400 metros como orquídea epifita de pequeño tamaño.

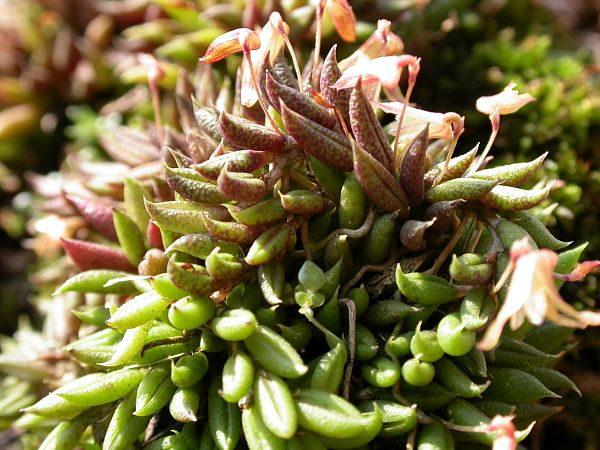
Vista de la planta

## Taxonomía
Acianthera aveniformis fue descrita por (Hoehne) C.N.Gonç. & Waechter y publicado en Hoehnea 31: 114. 2004.
Etimología
Ver: Acianthera
aveniformis: epíteto que significa "con forma de avena".
Sinonimia
- Pleurothallis aveniformis Hoehne (1950) (Basionym)
- Specklinia aveniformis (Hoehne) Luer (2004)[4][5]